# Dystocja barkowa
Dystocja barkowa (niewspółmierność barkowa, ang. shoulder dystocia) – sytuacja położnicza, w której po urodzeniu główki płodu dalsze rodzenie się barków jest utrudnione, zazwyczaj przez zahaczenie się przedniego barku za łuk łonowy. Klasyczna dystocja barkowa jest nagłą sytuacją położniczą, mogącą skutkować poważnymi komplikacjami u noworodka.
W udzielaniu pomocy rodzącej z dystocją barkową wykorzystuje się liczne manewry, m.in. McRobertsa-Gonika, Rubina, Woodsa czy ucisk nadłonowy. 
Ostatecznym postępowaniem bardzo groźnym dla matki i dziecka, jest manewr Zavanelliego polegający na przygięciu główki, odprowadzeniu jej do pochwy i następnie wykonaniu cięcia cesarskiego.
Dystocja barkowa została uznana za główną przyczynę śmiertelności noworodków o masie 4 kg i więcej (Confidential Enquiry into Stillbirths and Deaths in Infancy. Londyn 1997) Najczęstszym jej powikłaniem jest porażenie splotu ramiennego. 
Jednym ze sposobów na uniknięcie tych komplikacji jest zastosowanie tzw. manewru Gaskin, czyli przyjęcie przez rodzącą pozycji kolankowo-łokciowej.